# Slipper Hill Clough
Der Slipper Hill Clough ist ein Wasserlauf in Lancashire, England. Er entsteht westlich von Foulridge und fließt in südöstlicher Richtung. Bei seinem Zusammentreffen mit dem Abfluss des Slipper Hill Reservoir entsteht das Wanless Water.